# Tessa Mol
Tessa Mol (Blaricum, 12 maart 1994) is een Nederlandse radiopresentator.

## Biografie
Tessa begon op haar veertiende als dj bij de lokale omroep van Oldenzaal: Accent FM. Hierna kwam ze tijdens haar studie terecht bij OOG Radio in Groningen en presenteerde ze later programma's bij Roulette FM in Bilthoven. Via een stage bij het programma MetMichiel van Michiel Veenstra op 3FM, begon Tessa met werken achter de schermen bij verschillende radiozenders en omroepen als redacteur en producer. Uiteindelijk leverde dit ook een plek achter de microfoon op.
Tessa presenteerde bij Efteling Kids Radio elke dinsdag, donderdag en vrijdagmiddag De Middagshow tussen 16.00 en 18.00 uur. Vanwege een nieuwe opzet voor het marketingkanaal van het attractiepark werd in het voorjaar van 2021 afscheid genomen van de diskjockeys.
Bij KINK was ze actief sinds de start in februari 2019. Hier presenteerde ze elke werkdag Vitamine K tussen 11:00 en 13:00 uur. Naast dit programma maakte Tessa de Popronde Podcast en het programma Female Power op themazender KINK Indie. Vanwege haar afscheid bij Efteling Kids Radio werkte Mol vanaf 1 april 2021 fulltime bij KINK.
Op 18 september 2023 maakte Tessa bekend te stoppen bij KINK. Ze gaat per 1 november als producer aan de slag bij JOE.

## Werkzaamheden

### Radio
| Periode   | Programma                   | Functie | Opmerkingen                      |
| --------- | --------------------------- | ------- | -------------------------------- |
| 2016-2017 | Maandag-vrijdag 10.00-12.00 | dj      | voor Wave Radio (Radio Veronica) |
| 2017      | Tessa                       | dj      | voor 538 Hitzone                 |
| 2017-2018 | De Ondergrondse             | dj      | voor KX Radio                    |
| 2018-2021 | De Middagshow               | dj      | voor Efteling Kids Radio         |
| 2019-2023 | Vitamine K                  | dj      | voor KINK                        |